# Carl Felix von Schlichtegroll
Carl Felix von Schlichtegroll (* 13. Januar 1862 in Groß-Behnkenhagen; † 29. Juni 1946 in Volzrade, Mecklenburg) war ein deutscher Schriftsteller und Illustrator. Außerdem war er Sekretär und Biograf von Leopold von Sacher-Masoch.

## Leben
Felix Karl Friedrich Ludwig Georg August von Schlichtegroll war das zweite Kind (erster Sohn) des Otto Egid Hannibal von Schlichtegroll (1833–1903) und Ottilie von Schlichtkrull (1838–1917), der jüngsten Schwester von Aline von Schlichtkrull und Tochter der Ottile von Berg (1814–1871) und des Felix von Schlichtkrull-Engelswacht (1805–1878). Nach dem Gothaischen Genealogischen Taschenbuch haben die Familien Schlichtkrull und Schlichtegroll gemeinsame Vorfahren. Ottilie von Schlichtegroll, geborene von Schlichtkrull, war bis 1912 Gutsherrin auf Engelswacht bei Reinckenhagen. Seine Vorfahren stammten ursächlich im 16. Jahrhundert aus Greifswald, der Großvater wurde 1823 zunächst in Form der Erstgeburt infolge von Transmission in den Adelsstand erhoben. 1856 erfolgte die Aufnahme in die bayrische Adelsklasse, 1858 die preußische Naturalisation dazu. Er war ein Urenkel des Friedrich von Schlichtegroll.
Er wurde 1862 auf dem Gut Groß-Behnkenhagen geboren. Später zog die Familie um nach Engelswacht. Ab 1873 lebte er bei seinem Großvater in Greifswald und besuchte dort das Gymnasium bis zum Tod des Großvaters 1878. Anschließend besuchte er das Gymnasium in Stralsund bis 1881. Danach studierte er in Berlin Malerei im Atelier von Ernst Albrecht Fischer-Cörlin und an der Akademie bei Max Michael, dann in Karlsruhe bei H. Hoff und in Stuttgart bei W. v. Schraudolph. 1894 war er Gastlehrer in Weimar für das Tempera-Malverfahren des Barons Alfons von Pereira-Arnstein. Er propagierte und unterrichtete die Tempera-Malweise u. a. in München, Mailand, Turin und Venedig und gründete 1894 eine Malschule in Berlin.
Schlichtegroll war Privatsekretär des Schriftstellers Leopold von Sacher-Masoch. Er selbst publizierte unter zahlreichen Pseudonymen sowohl Erzählungen masochistischen Inhalts als auch einschlägige historische Arbeiten. Unter dem Pseudonym Dr. Georg von Cordesmühl übersetzte er 1906 den Roman Le Diable au corps von Andrea de Nerciat ins Deutsche. Nach dem Tod Sacher-Masochs 1895 veröffentlichte er zwei biographische Arbeiten über diesen (Sacher-Masoch und der Masochismus und „Wanda“ ohne Maske und Pelz) und gab dessen Roman Afrikas Semiramis heraus (1901).
Es existiert eine Patentanmeldung vom 3. Juni 1901 mit dem Thema Verfahren zum Reinigen von Spiritus mittels Kälte und Filtration. Daraus geht hervor, dass er zu jener Zeit in der Wilhelmstraße Nr. 35 in Berlin wohnte.
Einige seiner Werke wurden nach dem Zweiten Weltkrieg 1946 in die Liste der auszusondernden Literatur aufgenommen. Dies waren:
- Der Fahnenträger von Verdun eine Geschichte aus dem Kriegsjahr 1914
- Der Flieger von Ypern eine Geschichte aus dem großen Weltkriege
- Ich war auch dabei! Eine Geschichte aus den Kämpfen um Verdun
- Treufest vereint
- Wir halten durch

Felix von Schlichtegroll blieb unvermählt und wohnte in den 1940er Jahren in Leipzig. Dort ließ er sich bereits 1920 die Adoption des Carl August Pentz-Santow (1884–1969) gerichtlich bestätigen. Er war der natürliche Sohn aus der Beziehung der Louise Maria Ritzer und des August Friedrich Carl Hugo Pentz-Volzrade (1854–1919). 1934 ließ sich Schlichtegroll dies erneut bestätigen. Carl August Pentz hatte 1920 in Wendorf Erika Mackensen von Astfeld geheiratet und mit ihr die beiden Töchter Olga und Elisabeth und die drei Söhne, Curd, Hugo und Gotthard, sämtlich in Hamburg geboren. Pentz wurde dann Karl August von Schlichtegroll-Pentz genannt und wurde Gutserbe auf Volzrade, 919 ha, in Mecklenburg, Amt Hagenow. Er war erfolgreich als Gutsbesitzer und sogar ebenfalls als Autor tätig.

## Werke
- Porträtgalerie der regierenden Fürsten und Fürstinnen Europas. Stuttgart 1889–1892.
- Die Tempera-Malerei Pereira. Leipzig 1897.
- Sacher-Masoch und der Masochismus. Litterarhistorische und kulturhistorische Studien. H. R. Dohrn, Dresden 1901.
- „Wanda“ ohne Maske und Pelz. Eine Antwort auf „Wanda“ von Sacher-Masochs „Meine Lebensbeichte“ nebst Veröffentlichungen aus Sacher-Masochs Tagebuch. Leipzig 1906
- Die Venuspeitsche. Leipzig 1906.
- Liebesleben im klassischen Altertum (= Das Liebesleben aller Zeiten und Völker. Band II). Leipzig o. J. (1909).
- Der Flagellantismus im Altertum. Leipzig 1913 (als Georg Friedrich Collas). 2. Aufl. 1932.
- Sacher Masoch. München 2003. Herausgegeben von Lisbeth Exner und Michael Farin. Darin: Sacher-Masoch und der Masochismus und „Wanda“ ohne Maske und Pelz

## Genealogie
- Gothaisches Genealogisches Taschenbuch der Adeligen Häuser. Zugleich Adelsmatrikel der Deutschen Adelsgenossenschaft. Teil B (Briefadel). 1941. Adelige Häuser des seit Anfang des 15. Jahrhunderts bis zur Neuzeit nachgewiesenen deutschen Erbadels (späterer rittermäßiger Landadel, patrizischer Stadtadel, Reichsbriefadel, Landesbriefadel, Uradel und alter Adel nichtdeutschen Ursprungs, Offiziers- und Beamtenadel), in: GGT, bis 1942 publiziert; 33. Jg., Justus Perthes, Gotha Herbst 1940, S. 455–557.
- Gothaisches Genealogisches Taschenbuch der Briefadeligen Häuser. 1919. 13. Jg., Justus Perthes, Gotha Herbst 1918, S. 682–684. Online